# Lars Olsson
Lars Olsson (né le 13 octobre 1932 à Torsby) est un fondeur suédois.

## Palmarès

### Championnats du monde
| Épreuve / Édition | Zakopane 1962 |
| 4 × 10 km         | Or            |